# 阿姆巴里夫
47°23′32″N 30°42′59″E / 47.39222°N 30.71639°E
阿姆巴里夫（烏克蘭語：Амбарів）是位於烏克蘭西南部的村莊，由敖德萨州贝雷济夫卡区的米科萊夫卡市鎮負責管轄。該村始建於1922年，面積1平方公里，海拔高度112米，2001年人口515，人口密度每平方公里515人。